# Kwon Eun-bi
Kwon Eun-bi (kor. 권은비, ur. 27 września 1995 w Seul) – południowokoreańska piosenkarka. Zadebiutowała jako członkini zespołu Ye-A pod pseudonimem scenicznym Kazoo w 2014 roku, zanim opuściła grupę i podpisała kontrakt z agencją Woollim Entertainment. W 2018 roku brała udział w programie survivalowym Produce 48, zajmując siódme miejsce, co pozwoliło jej zadebiutować jako członkini i liderka  zespołu Iz*One.
Po rozwiązaniu grupy Iz*One, Woollim Entertainment ogłosiło 5 sierpnia 2021 roku, że Eunbi przygotowuje się do debiutu jako solistka. Jej pierwszy minialbum o tytule Open został wydany 24 sierpnia.

## Życiorys i kariera

### 1995–2017: Wczesne życie i działalność przed debiutem
Kwon Eun-bi urodziła się 27 września 1995 roku w Korei Południowej. Jej rodzina składa się z rodziców i starszego brata. Uczęszczała do Dong-il Middle School i ukończyła School of Performing Arts Seoul. W gimnazjum wyraziła rodzicom chęć zapisania się do akademii tańca. Początkowo jej rodzice byli przeciwni jej karierze wokalistki i doradzili jej, aby uczęszczała do akademii tanecznej tylko jako hobby, zachęcając ją do skoncentrowania się na nauce. Zdecydowana, by zostać piosenkarką, przekonała w końcu swoich rodziców, wysyłając list do pozostałych członków rodziny, prosząc o pomoc w przekonaniu rodziców do pozwalania jej uczęszczać do szkoły artystycznej. Gdy miała 17 lat, była tancerką rezerwową dla grup takich jak Secret i Girl's Day, a członkini Hyeri (która była jej starszą koleżanką w szkole średniej) zachęciła ją do dążenia do bycia idolką. W tym czasie pracowała również na pół etatu w piekarni Paris Baguette. Zadebiutowała jako członkini ośmioosobowej dziewczęcej grupy Ye-A pod pseudonimem scenicznym „Kazoo” 18 lipca 2014 roku z singlem „Up and Down”. Zakłada się, że grupa po cichu się rozpadła po wydaniu tylko jednego singla. Następnie przesłała przesłuchania do kilku agencji rozrywkowych i podpisała kontrakt z Woollim Entertainment.

### 2018–2020:Produce 48i debiut w Iz*One
Kwon Eun-bi była jedną z czterech stażystek z Woollim Entertainment, które brały udział w programie Mnet Produce 48, będącym efektem współpracy serialu Mnet Produce 101 i j-popowej grupy AKB48. Kwon Eun-bi konsekwentnie utrzymywała się wśród Top 12, ostatecznie zajmując siódme miejsce, co pozwoliło jej zadebiutować jako członkini grupy Iz*One, razem z inną uczennicą z Woollim Entertainment, Kim Chae-won, i została wybrana jako liderka grupy. Zadebiutowały 29 października 2018 roku singlem „La Vie en Rose”.
W 2019 roku stała się stałym uczestnikiem programu JTBC Respect Your Style, Real Life wraz z Jung Hyung-donem i Ahn Jung-hwan, który został wyemitowany po raz pierwszy w maju i zakończył się w sierpniu tego samego roku. W lutym 2020 roku zadebiutowała jako autorka tekstów i napisała oraz skomponowała piosenkę „Spaceship”, która została wydana jako utwór na pierwszym albumie studyjnym Iz*One Bloom*Iz. Napisała także inny utwór na ich trzeci minialbum Oneiric Diary, zatytułowany „With*One”, jako część zespołu piszącego piosenki o nazwie Psycho Rabbit. Utwór ten został wydany 15 czerwca 2020 roku i zadebiutował na 152 miejscu na liście Gaon Digital Chart.
29 marca 2021 roku jej kolega z Woollim Entertainment, Sungkyu, wydał teledysk do swojego singla „Hush”, w którym zagrała główną rolę żeńską.

### Od 2021: Działalność i debiut solowy

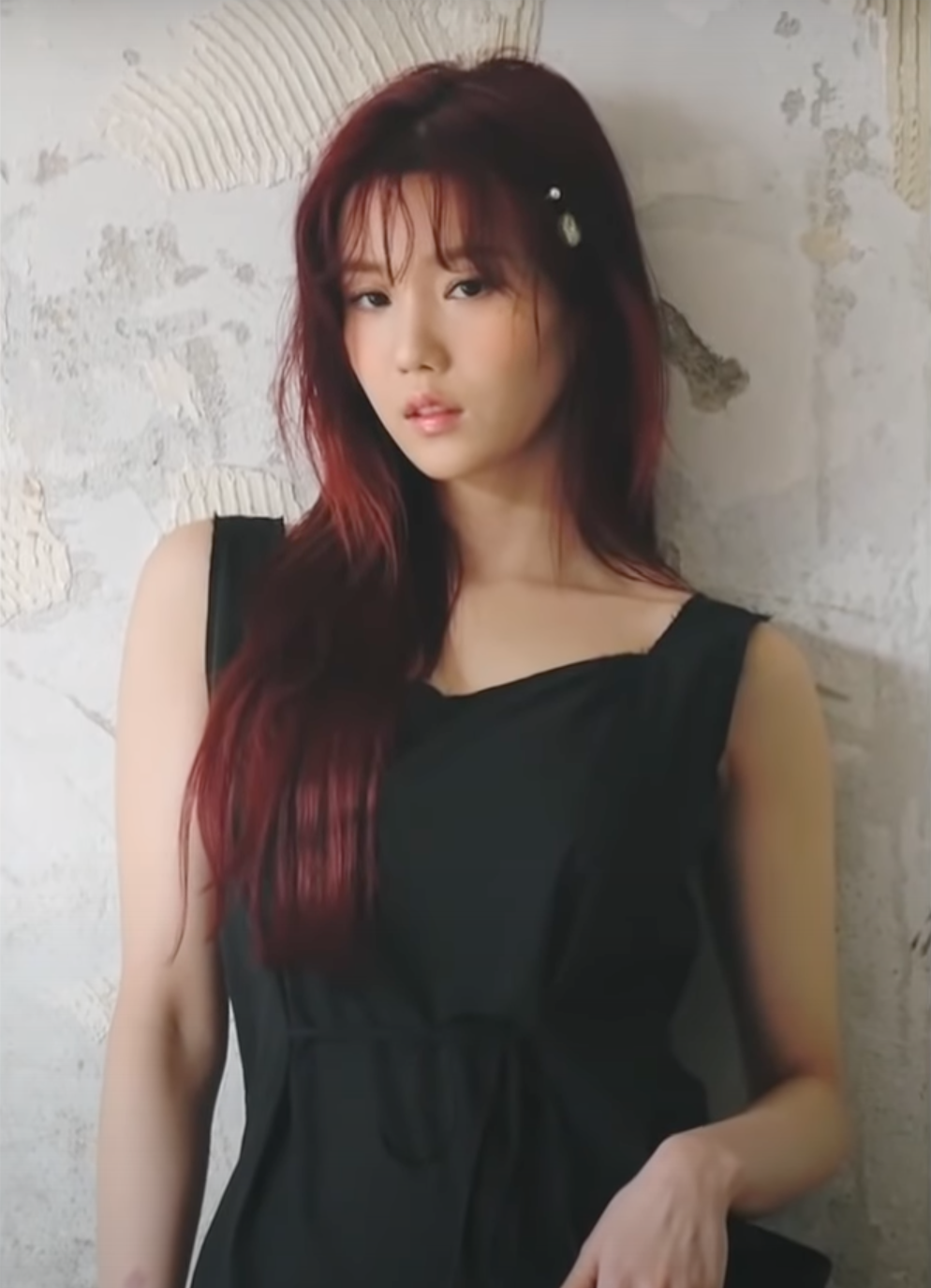
Kwon Eun-bi dla Marie Claire Korea w maju 2020 roku

Po zakończeniu promocji zespołu Iz*One 29 kwietnia 2021 roku, z finałowym koncertem w marcu, Kwon wróciła do Woollim Entertainment razem z koleżanką z agencji, Kim Chae-won, jako stażystki. 229 czerwca została nową prowadzącą programu Follow Me na kanale FashionN, wspólnie z Ha Sung-woon, Kino z Pentagonu i Freesią. 4 sierpnia koleżanki z wytwórni, Rocket Punch, wydały swój debiutancki japoński album Bubble Up! , który zawiera utwór napisany i współprodukowany przez Kwon Eun-bi, zatytułowany „Let's Dance”.
5 sierpnia 2021 roku Woollim Entertainment ogłosiło, że Kwon Eun-bi przygotowuje się do debiutu jako solistka i wyda swój debiutancki album pod koniec tego miesiąca. 24 sierpnia Kwon Eun-bi wydała swój pierwszy minialbum Open, na której napisała dwa utwory, w tym główny singiel „Door”. Po debiucie jako solistka Kwon była nominowana do nagrody Rookie of the Year na 36. ceremonii wręczenia nagród Golden Disc Awards,  najlepszej nowej artystki na gali Mnet Asian Music Awards 2021,  Debiutantka roku na 31. edycji Seoul Music Awards,  i zdobyła nagrodę dla najlepszej piosenkarki emocjonalnej w konkursie Asia Artist Awards 2021. 28 grudnia Kwon i jej koleżanka z agencji, Juri Takahashi z Rocket Punch, wydały utwór „I'll Be Your Energy” jako część ścieżki dźwiękowej do mobilnej gry RPG Epic Seven od Smilegate.
Od stycznia 2022 roku do stycznia 2023 roku prowadziła comiesięczny program Mubeat Live. 23 lutego 2022 roku wydała utwór „Time” jako część ścieżki dźwiękowej do internetowego serialu Disney+ Rookie Cops. 10 marca Kwon wydał za pośrednictwem Universe Music promocyjny singiel „Esper” dla aplikacji mobilnej Universe. 24 marca 2022 roku ogłoszono, że Kwon Eunbi zostanie obsadzona w musicalu Midnight Sun jako Seo Haena, obok Ha Sung-woonem, Onew z Shinee, Jinho z Pentagonu, Song Geon-hee, Y z Golden Child, Kim Nam-joo z Apink i Lee Sang-a. 4 kwietnia 2022 roku wydała swój drugi minialbum Color wraz z utworem tytułowym „Glitch”. 9 maja 2022 roku Woollim Entertainment ogłosiło, że Kwon Eun-bi odbędzie swój pierwszy solowy koncert „Secret Doors” w dniach 18 i 19 czerwca 2022 roku. W późniejszym okresie w maju Kwon została wybrana jako gospodyni wraz z KCM i Park Hyun-kyu z Vromance do programu muzycznego LGU+ Why Not Crew. W czerwcu została mentorem w programie konkursowym Mnet Great Seoul Invasion oraz wydała utwór „Oh My Boy” jako część ścieżki dźwiękowej do serialu internetowego TVING New Normal Zine.
11 sierpnia 2022 roku ogłoszono, że spotkanie fanów Kwon „Rubi's Room” odbędzie się 30 października i 3 listopada w Merpark w Osace i Toyosu PIT w Tokio; miało to być jej pierwsze solowe spotkanie fanów, które odbyło się w Japonii. 17 sierpnia wydała utwór „Light” jako część ścieżki dźwiękowej do K-pop CTzen, projektu metaverse opartego na Web3.
20 września 2022 roku jej agencja Woollim Entertainment opublikowała plakat zapowiadający jej trzeci minialbum Lethality na swoim oficjalnym kanale w mediach społecznościowych. Minialbum został wydany 12 października.
7 listopada 2022 roku Woollim Entertainment ogłosiło, że Kwon odbędzie swój drugi solowy koncert „Next Door” w Seulu 17 i 18 grudnia.
W maju 2023 roku wystąpiła u boku Hyun Woo w teledysku do utworu KCM „Even if You Call Me a Fool”. W tym samym miesiącu potwierdzono, że wróci do drugiego sezonu programu Why Not Crew. 23 czerwca 2023 roku Kwon zdobyła uwagę mediów za wiralowy występ na festiwalu Waterbomb Seoul 2023, co doprowadziło do tego, że media takie jak Hankook Ilbo ogłosiły ją nową „Królową Lata”. Również w czerwcu została wybrana na nową DJkę radiową dla codziennego programu radiowego SBS Power FM Young Street, a jej pierwsza audycja była zaplanowana na 3 lipca. 2 sierpnia Kwon wydała swój pierwszy single album The Flash wraz z głównym singlem o tym samym tytule. 8 sierpnia odniosła swoje pierwsze zwycięstwo w programie muzycznym SBS M The Show za „The Flash”. 6 września ogłoszono, że Kwon zagra swój trzeci solowy koncert „Queen” w Blue Square Mastercard Hall w Seulu w dniach 7 i 8 października.

## Dyskografia

### Solo

#### Minialbumy
| Rok  | Dane dot. albumu                                                                                           | Najwyższa pozycja | Najwyższa pozycja | Sprzedaż                   |
| Rok  | Dane dot. albumu                                                                                           | KOR (Circle)      | JPN (Oricon)      | Sprzedaż                   |
| ---- | --- | ----------------- | ----------------- | -------------------------- |
| 2021 | Open - Wydany: 24 sierpnia 2021 - Wytwórnia: Woollim Entertainment - Format: CD, digital download          | 8                 | 34                | - KOR: 58 183+ - JPN: 1178 |
| 2022 | Color - Wydany: 4 kwietnia 2022 - Wytwórnia: Woollim Entertainment - Format: CD, digital download          | 4                 | –                 | - KOR: 57 947+             |
| 2022 | Lethality - Wydany: 12 października 2022 - Wytwórnia: Woollim Entertainment - Format: CD, digital download | 13                | –                 | - KOR: 46 188+             |

### Single

#### Single albumy
| Rok  | Dane dot. albumu                                                                                      | Najwyższa pozycja | Sprzedaż       |
| Rok  | Dane dot. albumu                                                                                      | KOR (Circle)      | Sprzedaż       |
| ---- | --- | ----------------- | -------------- |
| 2023 | The Flash - Wydany: 2 sierpnia 2023 - Wytwórnia: Woollim Entertainment - Format: CD, digital download | 19                | - KOR: 24 807+ |

#### Single cyfrowe
| Rok                                                      | Tytuł        | Najwyższa pozycja | Najwyższa pozycja | Najwyższa pozycja | Album     |
| Rok                                                      | Tytuł        | Circle            | Songs             | US World          | Album     |
| -------------------------------------------------------- | ------------ | ----------------- | ----------------- | ----------------- | --------- |
| 2021                                                     | „Door”       | –                 | –                 | 3                 | Open      |
| 2022                                                     | „Mirror”     | –                 | –                 | –                 | –         |
| 2022                                                     | „Glitch”     | –                 | –                 | –                 | Color     |
| 2022                                                     | „Underwater” | 78                | 19                | –                 | Lethality |
| 2023                                                     | „The Flash”  | –                 | –                 | –                 | The Flash |
| „–” oznacza, że singel nie był notowany na danej liście. |              |                   |                   |                   |           |

## Filmografia

### Programy telewizyjne
| Rok  | Tytuł                         | Uwagi            |
| ---- | ----------------------------- | ---------------- |
| 2018 | Produce 48                    | uczestniczka     |
| 2019 | Respect Your Style, Real Life | członkini obsady |
| 2021 | Follow Me 14: Truth of Taste  | prowadząca       |
| 2022 | Great Seoul Invasion          | mentorka         |
| 2022 | The Travel Blog               | członkini obsady |
| 2023 | Rossily in Secret Ulsan       | członkini obsady |

### Programy internetowe
| Rok       | Tytuł        | Uwagi      |
| --------- | ------------ | ---------- |
| 2022–2023 | Mubeat Live  | prowadząca |
| 2022–2023 | Why Not Crew | prowadząca |